# Kings Langley (Nueva Gales del Sur)
Kings Langley es un suburbio de Sídney, en el estado de Nueva Gales del Sur, Australia. Situado 38 km al poniente del Centro de Sídney en la comuna de Blacktown. Kings Langley es un suburbio de 5500 habitantes. Kings Langley forma parte de la región del Gran Oeste de Sídney y a veces se la denomina parte del Distrito de las Colinas.
El sitio web inmobiliario Homely dio una puntuación global de 9,4/10 y lo clasificó como el 14º mejor suburbio de Sídney.